# کی ایشیکاوا
کی ایشیکاوا (ژاپنی: 石川 慧؛ زادهٔ ۳۰ سپتامبر ۱۹۹۲) یک بازیکن فوتبال اهل ژاپن است.
از باشگاه‌هایی که در آن بازی کرده‌است می‌توان به باشگاه فوتبال وگالتا سندای، باشگاه فوتبال بلاوبلیتز آکیتا، باشگاه فوتبال توچیگی و باشگاه فوتبال ساگان توسو اشاره کرد.